# Episodi di Hanna (seconda stagione)
La seconda stagione della serie televisiva Hanna, composta da 8 episodi, è stata distribuita su Amazon Prime Video il 3 luglio 2020. 
| n° | Titolo originale   | Titolo italiano    | Pubblicazione USA | Pubblicazione Italia |
| -- | ------------------ | ------------------ | ----------------- | -------------------- |
| 1  | Safe               | Al sicuro          | 3 luglio 2020     | 3 luglio 2020        |
| 2  | The Trial          | Il trial           | 3 luglio 2020     | 3 luglio 2020        |
| 3  | To The Meadows     | Ai Meadows         | 3 luglio 2020     | 3 luglio 2020        |
| 4  | Welcome Mia        | Benvenuta, Mia     | 3 luglio 2020     | 3 luglio 2020        |
| 5  | A Way To Grieve    | Elaborare il lutto | 3 luglio 2020     | 3 luglio 2020        |
| 6  | You're With Us Now | Ora sei con noi    | 3 luglio 2020     | 3 luglio 2020        |
| 7  | Tacitus            | Tacito             | 3 luglio 2020     | 3 luglio 2020        |
| 8  | The List           | La lista           | 3 luglio 2020     | 3 luglio 2020        |

## Al sicuro
- Titolo originale: Safe
- Diretto da: Eva Husson
- Scritto da: David Farr

### Trama
Mentre Hanna nasconde Clara nelle vaste foreste della Romania settentrionale, le altre allieve vengono trasferite in una struttura chiamata I Meadows, dove ricevono delle nuove identità e incoraggiate a socializzate tra loro. Marissa si prepara a trovare Clara fingendosi sua madre online, e la attira in un hotel di Bucarest, dove la Utrax le tende un'imboscata e la cattura. Hanna la segue e ritrova Marissa.

## Il trial
- Titolo originale: The Trial
- Diretto da: Eva Husson
- Scritto da: David Farr

### Trama
Marissa e Hanna tornano a Parigi, mentre Clara viene introdotta tra le file dei Meadows, ma la sua natura ribelle causa problemi e Terri riceve il compito di convincerla a riunirsi al programma. Seguendo Clara, Hanna trova la società farmaceutica Passway responsabile dei microinfusori della Utrax e partecipa a un trial medico, scoprendo che i farmaci testati sono destinati alle allieve dei Meadows.

## Ai Meadows
- Titolo originale: To The Meadows
- Diretto da: Eva Husson
- Scritto da: Paul Waters

### Trama
Hanna torna alla Passway e segue Dumont e i farmaci fuori città, consapevole che la condurranno ai Meadows. Marissa scopre che Sonia è in Belgio e raggiunge Hanna appena in tempo, uccidendo Sonia. Hanna arriva ai Meadows, pronta a salvare Clara, ma scopre con stupore che il piano di Terri per stabilire un contatto con Clara ha funzionato e lei sembra essersi ambientata.

## Benvenuta, Mia
- Titolo originale: Welcome Mia
- Diretto da: Ugla Hauksdóttir
- Scritto da: Laura Lomas

### Trama
Marissa raggiunge Hanna ai Meadows e le dimostra di essere dalla sua parte, organizzando un piano di fuga per quella sera. Hanna convince Clara a unirsi a loro, ma la comunità familiare dei Meadows si dimostra troppo confortante per lei, e Clara tradisce Hanna, rimettendo il potere nelle mani di Carmichael. Intanto, l'agente CIA Mannion trova i Meadows, ma non c'è traccia di Hanna o Marissa.

## Elaborare il lutto
- Titolo originale: A Way To Grieve
- Diretto da: Ugla Hauksdóttir
- Scritto da: Nina Segal

### Trama
Marissa è imprigionata ai Meadows, mentre Hanna viene incoraggiata ad accettare una nuova identità come Mia Wolff. Farlo significa elaborare la perdita di Erik, e Terri la aiuta ad accelerare il processo. Marissa fugge e convince Hanna ad andarsene, ma Clara si intromette: spara a Marissa e dice a Carmichael che è stata Hanna, per impedire a Marissa di rapirla. Hanna viene riaccolta nei Meadows.

## Ora sei con noi
- Titolo originale: You're With Us Now
- Diretto da: Ugla Hauksdóttir
- Scritto da: Charlotte Hamblin

### Trama
Hanna e Jules partono per la loro prima missione: uccidere una giornalista a Londra, prima che incontri un avvocato militare deciso a rivelare i segreti della Utrax, mentre Sandy e Clara volano a Barcellona per recuperare le prove. Hanna tenta di tirarsi indietro e si unisce a Mannion nel tentativo di salvare la vita di Nicola, ma Jules e Leo la anticipano. Le conseguenze sono disastrose.

## Tacito
- Titolo originale: Tacitus
- Diretto da: David Farr
- Scritto da: David Farr

### Trama
Hanna arriva a Barcellona per salvare Gelder e convincere Clara a lasciare la Utrax. Hanna dice a Clara dov'è sua madre e come si chiama, mettendola in crisi. Sandy si è conquistata la fiducia di Kat, figlia di Gelder, ed è furiosa quando Clara non vuole più ucciderli. Uccide lei Gelder, mentre Hanna e Clara fuggono con Kat. Marissa è incaricata di trovare Hanna dal collega di Mannion, Grant.

## La lista
- Titolo originale: The List
- Diretto da: David Farr
- Scritto da: David Farr

### Trama
Dopo l'assassinio di Gelder, Carmichael arriva a Barcellona, mentre Hanna, Clara e Kat si nascondono in una villa in collina. Hanna recupera la lista degli obiettivi, aiutata da Marissa, che segue Carmichael fino alla villa e lo ricatta perché consegni alla giustizia gli altri capi della Utrax. Hanna aiuta Clara a ricongiungersi con sua madre, prima di tornare da Marissa per distruggere la Utrax.